# Quentin Meillassoux
Quentin Meillassoux (fransk: [mɛjasu]; født 1967) er en fransk filosof. Han er ansat på Université Paris 1 Panthéon-Sorbonne, og er søn af antropologen Claude Meillassoux.
Meillassoux er tidligere elev af filosofferne Bernard Bourgeois og Alain Badiou. Badiou, som skrev forordet til Meillasoux' bog After Finitude (Après la finitude, 2006), beskriver hans bog som en introduktion af en helt ny mulighed til en moderne filosofi, en mulighed der er anderledes end Immanuel Kants tre alternativer; kritiscisme, skepticisme, og dogmatisme. Sammen med Iain Hamilton Grant, Graham Harman og Ray Brassier er Meillassoux en af de vigtigste filosoffer i den nutidige spekulativ realisme, der er interesseret i at forsvare filosofisk realisme mod udfordringen fra den post-kantianske kritiske idealisme, fænomenologi, postmodernisme, dekonstruktivisme, eller mere bredt udtrykt korrelationisme.

## After Finitude
I denne bog argumenterer Meillassoux for at filosofien efter Kant domineres af hvad han kalder korrelationisme, den ofte underforståede teori, at mennesker ikke kan eksistere uden verden eller verden uden mennesker.
Ifølge Meillassoux, er dette en uærlig manøvre, der tillader filosofien at undvige problemet med, hvordan man skal beskrive verden som den virkelig er, før al menneskelig adgang til den. Han kalder denne før-menneskelige realitet for "the "ancestral" realm". I henhold til sin mentor Alain Badious interesse for matematik, hævder Meillassoux, at matematik er hvad der når frem til tingenes primære kvaliteter, og ikke hænger fast i deres sekundære kvaliteter, som viser sig i perceptionen.
Meillassoux forsøger at vise at den agnostiske skeptiscisme for af dem, der tvivler på kausalitetens realitet, skal omdannes til en radikal sikkerhed over, at der ikke findes nogen kausal nødvendighed overhovedet. Dette leder Meillassoux til at erklære, at det er absolut nødvendigt at naturlovene er kontingente. Verden er en form for hyperkaos, hvori den tilstrækkelige grunds princip må opgives, omend kontradiktionsprincippet må bevares.
Af disse grunde afviser Meillassoux Kants såkaldte copernikanske revolution i filosofien. Fordi Kant gør verden afhængig af de betingelser, hvorudfra menneskerne observerer den, anklager Meillassoux Kant for at have foretaget en "Ptolemæisk modrevolution."

## Le nombre et la sirène. Un déchiffrage du Coup de dés de Mallarmé
September 2011 udkom Meillassouxs bog om Stéphane Mallarmé i Frankrig: Le nombre et la sirène. Un déchiffrage du Coup de dés de Mallarmé. I denne bog udfører han en detaljeret analyse af Mallarmés berømte digt Un Coup de Dés Jamais N’Abolira Le Hasard ('Et terningekast vil aldrig afskaffe tilfældigheden), hvori han finder en numerisk kode i teksten.

## Métaphysique et fiction des mondes hors-science
Bog Métaphysique et fiction des mondes hors-science (Metafysik og fiktion fra verdener udenfor videnskaben.) er en tekst fra en konference på École normale supérieure afholdt i 2006. Den er derfor mindre nyskabende end hans andre værker.

## L'inexistence divine
Hans uudgivne dissertation L'inexistence divine (1997) (Den guddommelige ikke-eksistens) er undervejs til at blive udgivet som bog. Siden dens færdiggørelse i 1997, tøver Meillasoux udgivelsen af dette vigtige og meget ventede værk, imens han udvider det. Et uddrag fra samtalen med Graham Harman fra teksten Quentin Meillassoux: philosophy in the making - p. 212:
"GH; Why are you still working on L'inexistence divine even now? Is it really so unsatisfactory to you its current state? You do realize that thousands of readers are awaiting it eagerly, don't you?
QM: I am aware of this, and of course i feel sorry about this. But my thesis of 1997 was definitely too imperfect, and in the mean time numerous complications have arisen for all of its developments , and these require a patient re-elaboration".
Ifølge Meillassoux, er den version der skal udkomme, efter at værket er ændret adskillige gange, i tre bøger på omtrent 400 sider hver, og at det er en beskrivelse af hans system. Ydermere fortæller han, i ovennævnte interview, at han har færdggjort skrivearbejdet af (uudgivne) studier af Hegel, Nietzsche, Marcel Duchamp, darwinisme og pyrrhonisme.
I sine forelæsninger på Freie Universität Berlin klargjorde og revurderede Meillassoux nogle af sine synspunkter fra After Finitude.

## Artikler
Flere af Meillassouxs artikler er udkommet på engelsk i den britiske filosofiske tidsskrift Collapse, hvilket har hjulpet med til at skabe interesse for hans arbejde i den engelsktalende del af verden. 

### Bøger på engelsk
- After Finitude: An Essay On The Necessity Of Contingency, trans. Ray Brassier (Continuum, 2008)
- The Number and the Siren: A Decipherment of Mallarme's Coup De Des (Urbanomic, 2012)
- Science Fiction and Extro-Science Fiction, trans. Alyosha Edlebi (Univocal, 2015)

### Artikler på engelsk
- "Potentiality and Virtuality," i Collapse, vol. II: Speculative Realism.[10]
- "Subtraction and Contraction: Deleuze, Immanence and Matter and Memory," in Collapse, vol. III: Unknown Deleuze.[11]
- "Spectral Dilemma," in Collapse, vol. IV : Concept Horror,.[12]